# Palais Stadnicki
Le palais Stadnicki (en polonais Pałac Stadnickich ; également Kamienica Pod Kozłem) – est un palais historique de Cracovie, situé dans la vieille ville, à l'angle de la rue Grodzka et de la rue Poselska.

## Histoire et description
Le premier bâtiment à cet endroit a été construit au XIVe siècle. Au XVIe siècle, il fut acquis par Marcin Stadnicki. Le palais ultérieur a été construit à la suite de la reconstruction d'anciens immeubles d'habitation. Les vestiges de l'un d'eux sont un ancien portail en pierre conservé dans le hall du rez-de-chaussée. Au milieu du XIXe siècle le propriétaire de la résidence était Edward Maria Adolf Stadnicki, sur les ordres duquel la restauration et la reconstruction du bâtiment dans le deuxième style rococo ont été réalisées. L'auteur du projet de cette reconstruction fut Teofil Żebrawski, qui décora le palais de riches ornements couvrant les surfaces entre les fenêtres. Les façades étaient surmontées d'un attique à colonnes, couvrant une haute toiture. Des intérieurs représentatifs ont également été créés. C'est sous cet aspect - avec seulement des modifications mineures - que le bâtiment a survécu jusqu'à nos jours.
En 1942, des arcades sont percées au rez-de-chaussée du bâtiment.

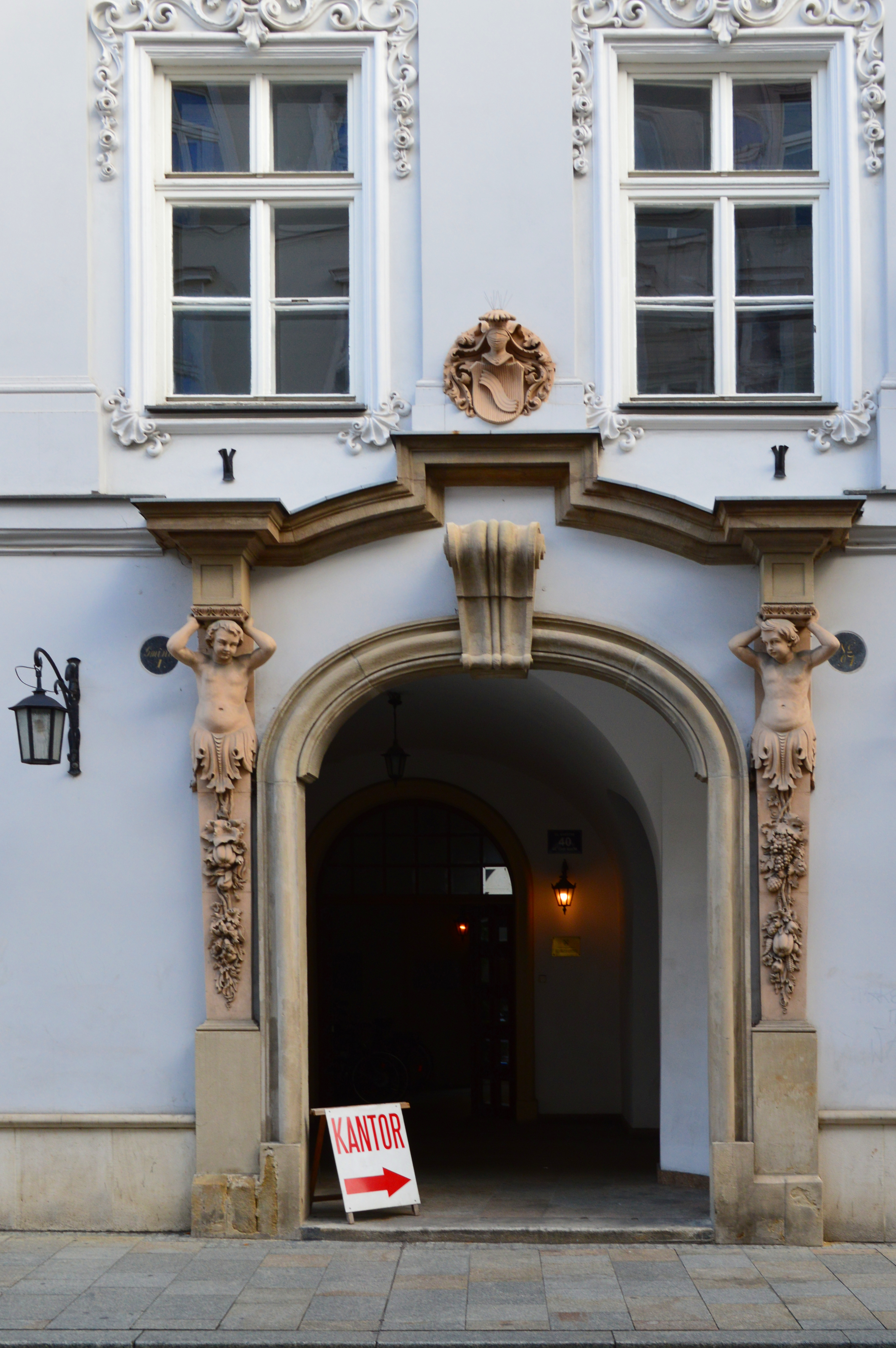
Portail (2018)
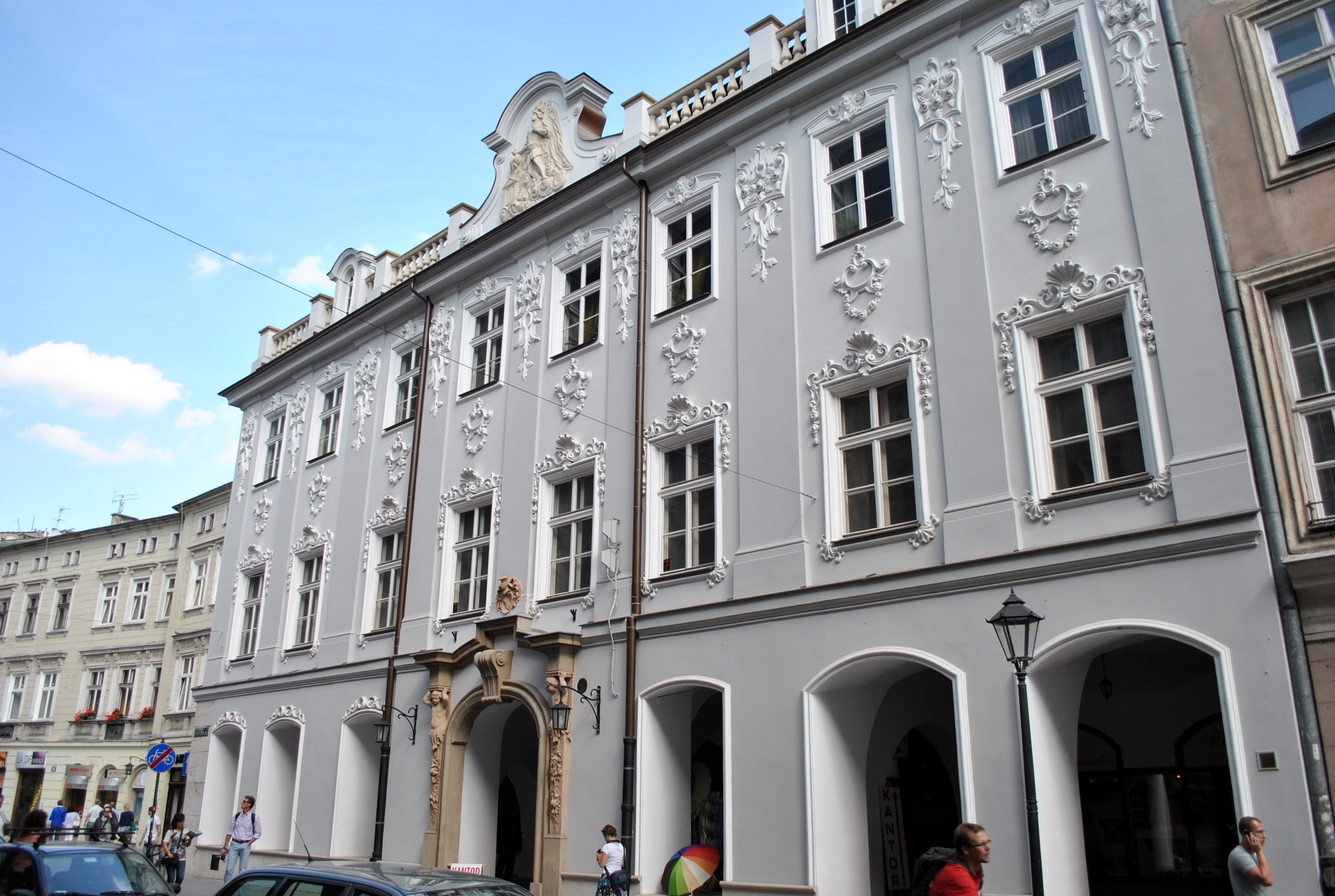
Façade (2012)